# Dumanli
Dūmānlī (persiska: دومانلی) är en ort i Iran. Den ligger i provinsen Golestan, i den norra delen av landet, 400 km nordost om huvudstaden Teheran. Dūmānlī ligger 523 meter över havet och antalet invånare är 337.
Terrängen runt Dūmānlī är kuperad åt nordväst, men åt sydost är den bergig. Runt Dūmānlī är det ganska glesbefolkat, med 48 invånare per kvadratkilometer. Närmaste större samhälle är Ajan Qarah Khvājeh, 18,3 km sydväst om Dūmānlī. Trakten runt Dūmānlī består till största delen av jordbruksmark.